# Kaoani

Kaoani dalla tipica forma di Onigiri

Un kaoani, termine derivato dal giapponese kao (顔? "faccia") e ani (アニ? "animazione"), è una piccola emoticon animata che solitamente rimbalza su e giù come se fluttuasse. Il kaoani viene dal Giappone ed è conosciuto anche come puff, anime blob, anikao o anime emoticon. Sulla rete se ne trovano di tutti i tipi, ma quelli tradizionali sono normalmente di colore bianco. Sono raffigurati mentre compiono tantissime azioni, dal ridere o dal piangere allo stirare o al mangiare.
Il tipo di file del kaoani è sempre GIF, poiché supporta le animazioni.

I kaoani sono molto usati in forum, siti, chat, profili, blog ecc.